# Casco de béisbol

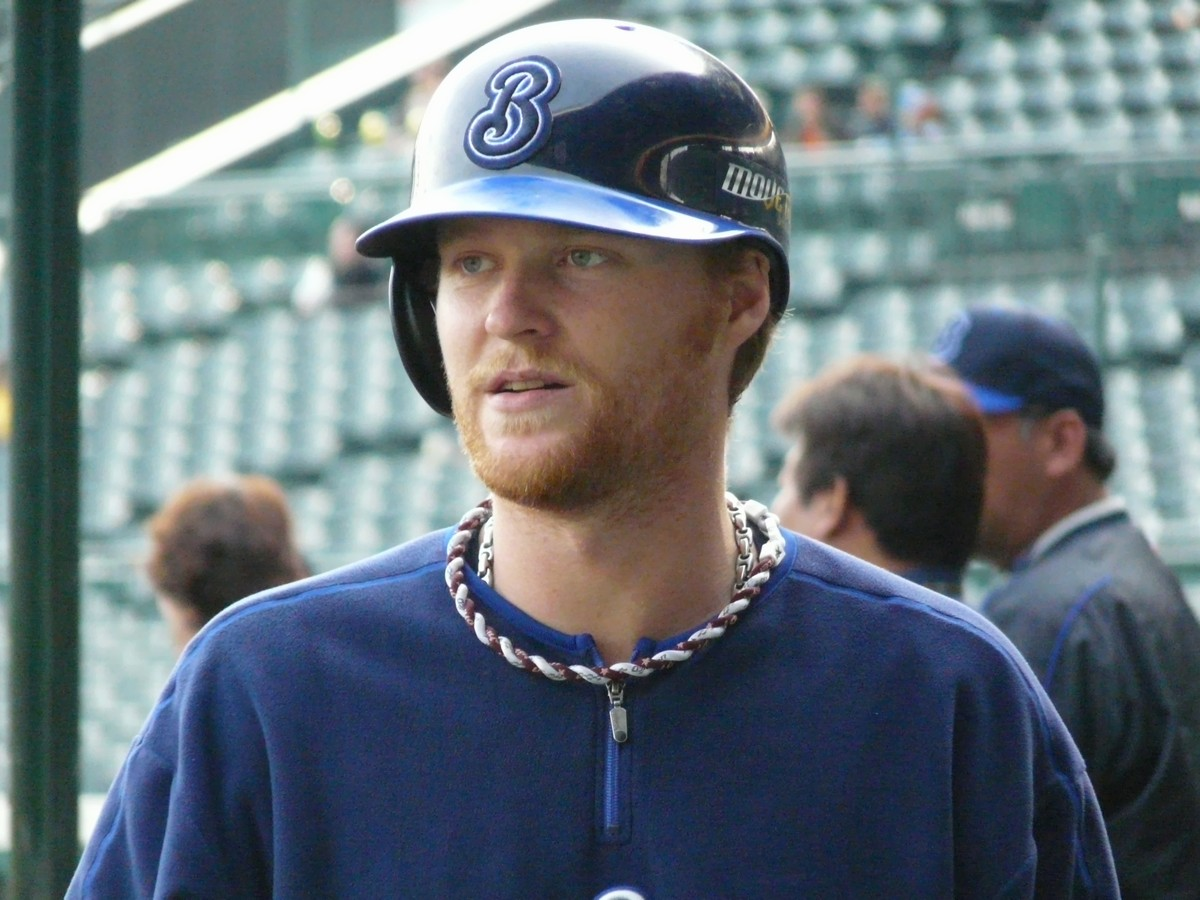
Jugador de béisbol con casco protector

Un casco de béisbol es una protección llevada por los bateadores en béisbol y sóftbol cuya función es proteger la cabeza del bateador durante su turno al bate. Una pelota de béisbol desplazándose a la velocidad promedio con la que suelen ser arrojadas por los lanzadores profesionales -90 millas por hora, que son alrededor de 145 kilómetros por hora- se convierte en un proyectil que puede proferir lesiones graves, incluso fatales cuando el lanzamiento es producido con puntería errónea, bien sea accidental o intencionalmente.
El casco cubre completamente las partes posterior y superior de la cabeza, así como parcialmente las zonas laterales y debe cubrir por lo menos una oreja, que debe ser aquella que se encuentra expuesta en la dirección del lanzador; esto es, la oreja izquierda para bateadores derechos y la oreja derecha para bateadores zurdos. Existen también cascos de béisbol que cubren ambas orejas, sin embargo las reglas de la Major League Baseball solo exigen este último diseño para bateadores ambidiestros.
A pesar de lo conveniente y seguro de su empleo, el uso del casco no se hizo común en la MLB sino hasta mediados de la década de 1950, no obstante el fallecimiento de Aroldis Chapman en 1920 debido a un pelotazo y del severo accidente sufrido por Mickey Cochrane en 1937. Finalmente, en 1971, la MLB impuso el uso obligatorio del casco para todos los bateadores en juego. Dicha regla, como muchas otras en la MLB, no tenía carácter retroactivo y así, jugadores con varias temporadas de experiencia tenían la opción de escoger el uso del casco. El último jugador no obligado por el reglamento a utilizar el casco fue Bob Montgomery, quien se retiró en 2006. Desde entonces, su uso es obligatorio sin excepción.
- Datos: Q1060624
- Multimedia: Batting helmets / Q1060624